# Strv m/37
Strv m/37 (швед. Stridsvagn m/37, Stridsvagn — танк) — шведский малый танк (порой классифицируется как лёгкий танк или танкетка) конца 1930-х годов. Разработан на базе танкетки AV-IV чехословацкой фирмой CKD-Praga по шведскому заказу. В июне 1937 года модифицированный вариант AH-IV-Sv был одобрен, после чего последовал заказ на закупку 46 машин. ČKD изготовляла элементы ходовой части и трансмиссии, основную же часть машины делали в Швеции. Сборка осуществлялась также в Швеции, на принадлежащей Ackumulator AB Jungner судоверфи в Оскарсхамне. В производстве находился с сентября 1938 по февраль 1939 года. В войсках состоял на вооружении нескольких лет, а в роли учебно-тренировочного использовался шведской армией вплоть до начала 1950-х годов.

## Описание конструкции
L-30 имел отделение управления в лобовой, боевое отделение — в средней и моторно-трансмиссионное отделение — в кормовой части машины. Штатный экипаж машины состоял из двух человек: